# Kamień (Lublino)
Kamień è un comune rurale polacco del distretto di Chełm, nel voivodato di Lublino.
Ricopre una superficie di 96,9 km² e nel 2004 contava 4 003 abitanti.